# 訃報 1987年9月
訃報 1987年9月（ふほう 1987ねん9がつ）では、1987年（昭和62年）9月中に物故した、又は物故が報じられた人物についてまとめる。

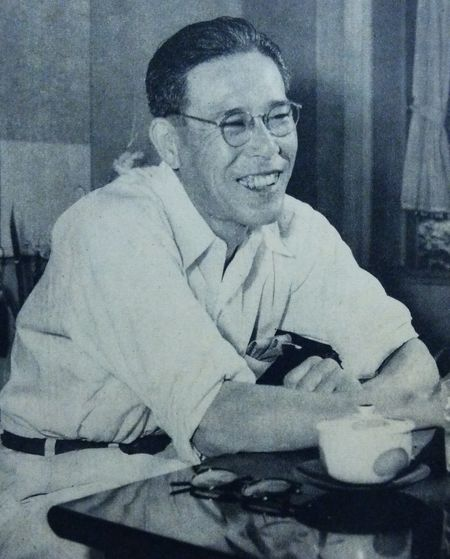
芥田武夫／9月5日没

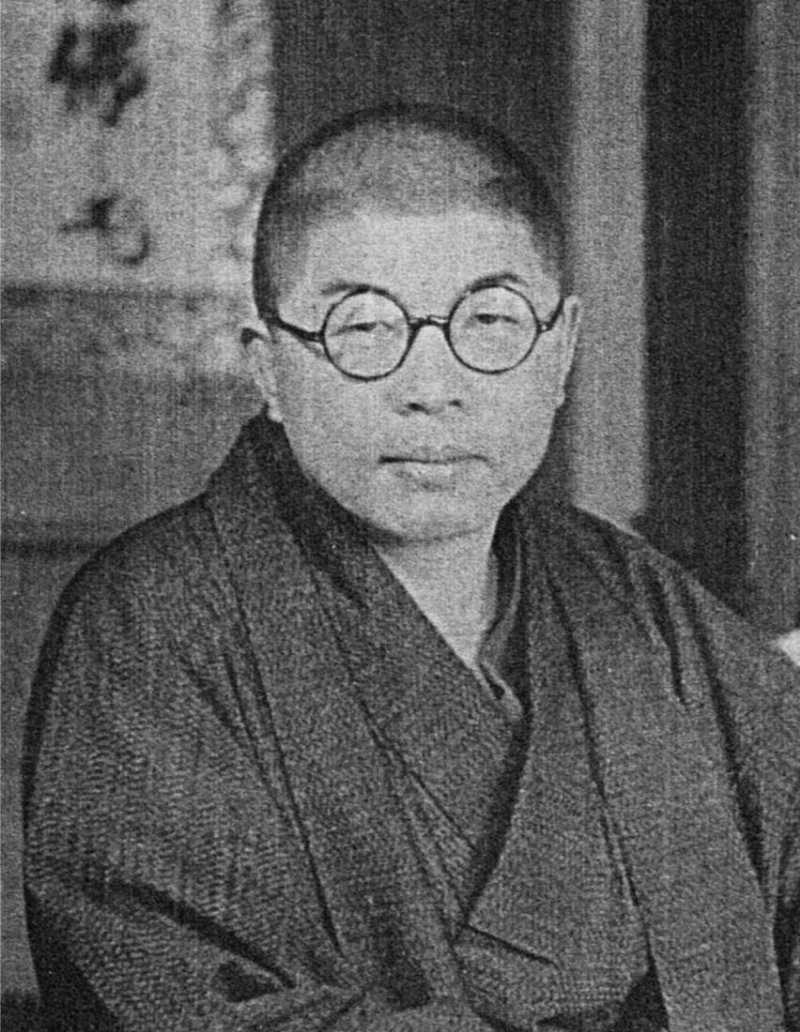
八木保太郎／9月8日没

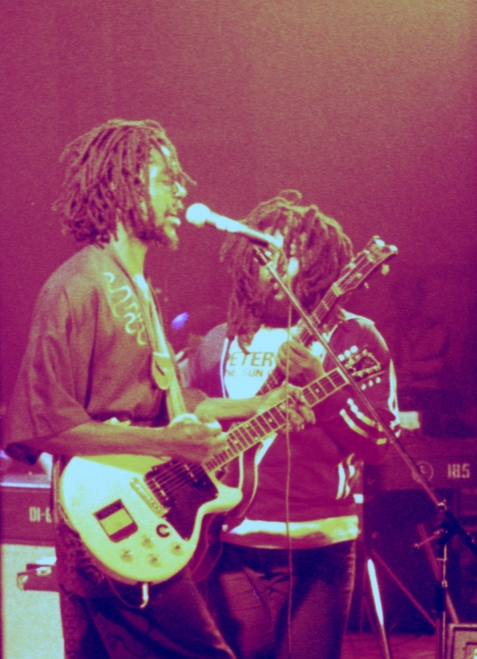
ピーター・トッシュ（左）／9月11日没

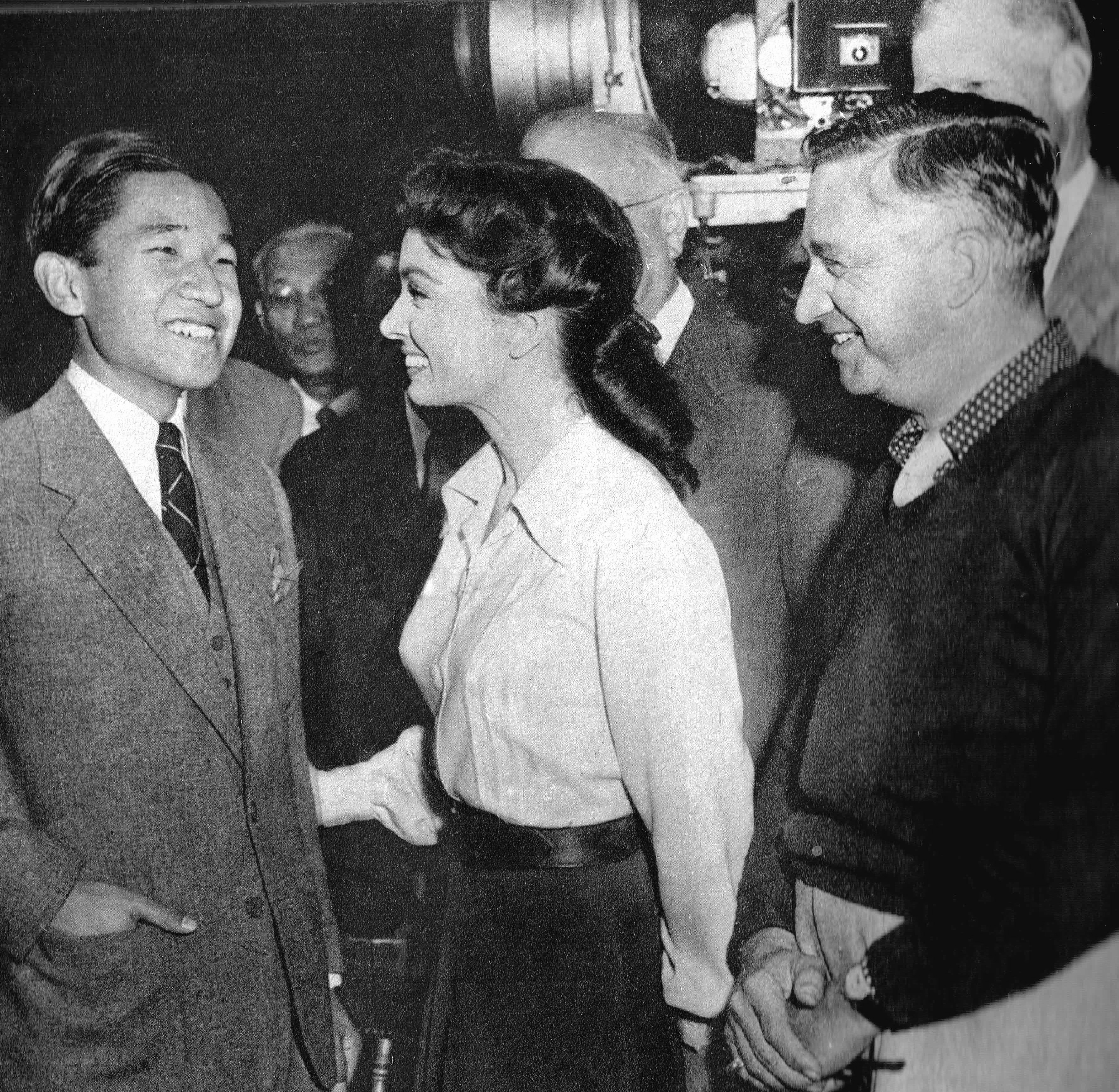
マーヴィン・ルロイ（右）／9月13日没

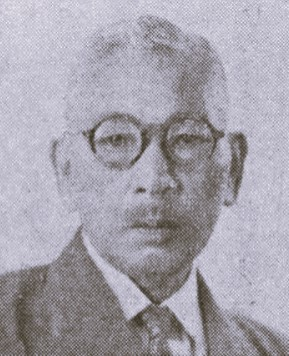
西村英一／9月15日没

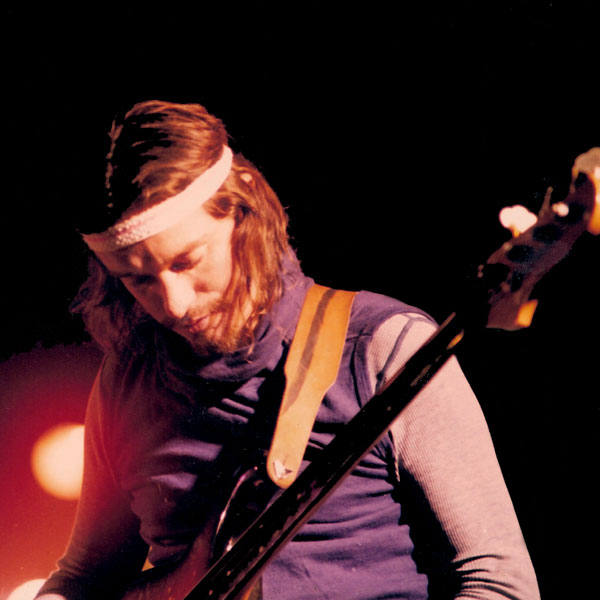
ジャコ・パストリアス／9月21日没

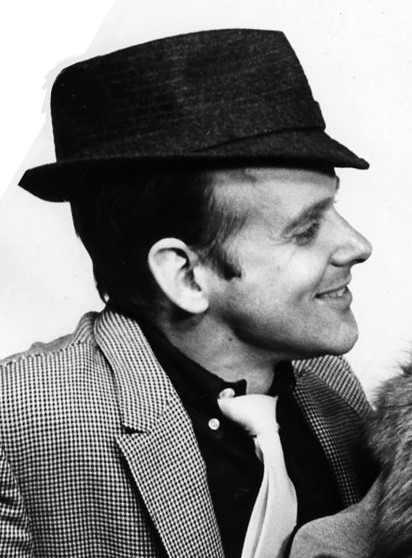
ボブ・フォッシー／9月23日没

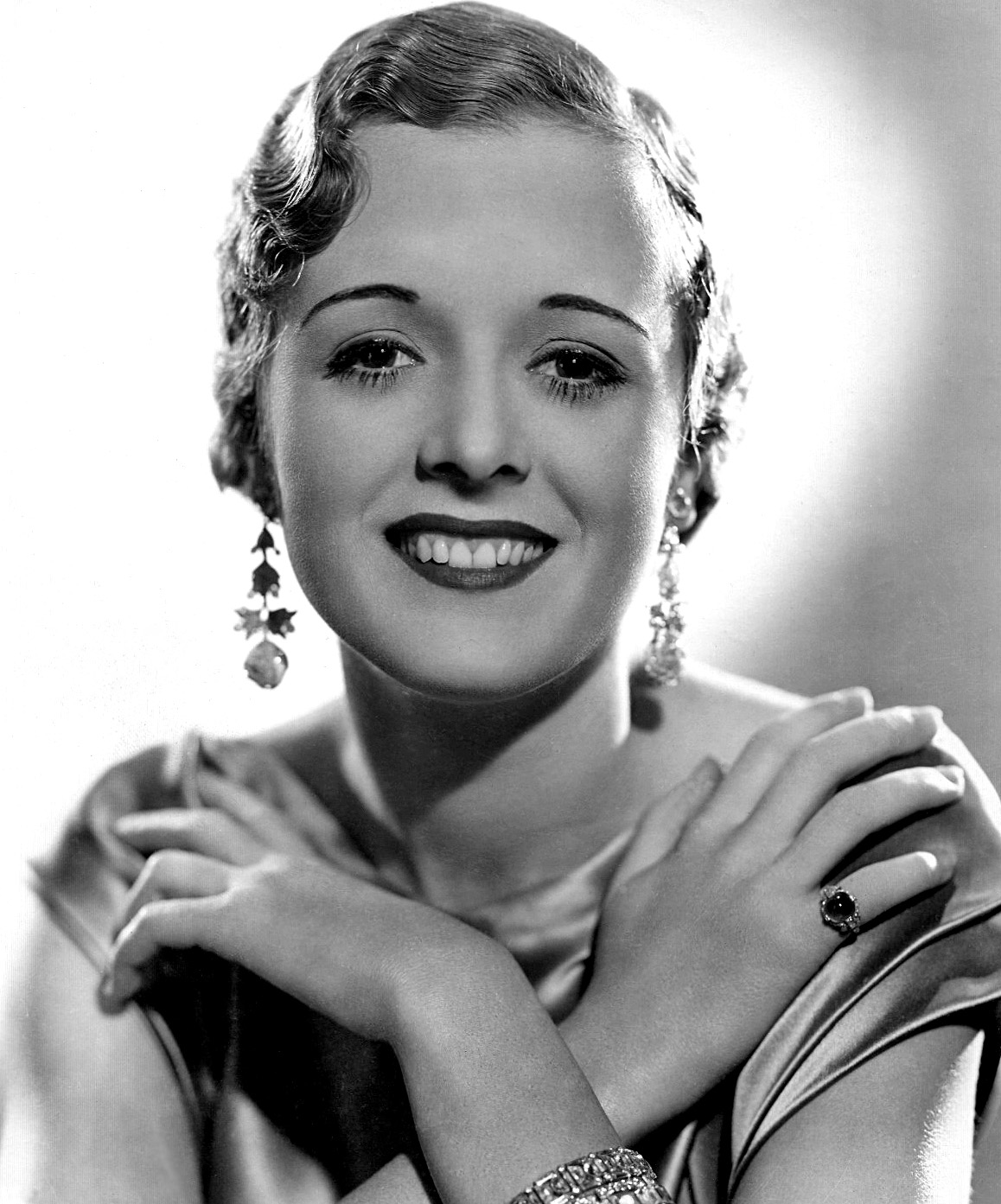
メアリー・アスター／9月25日没

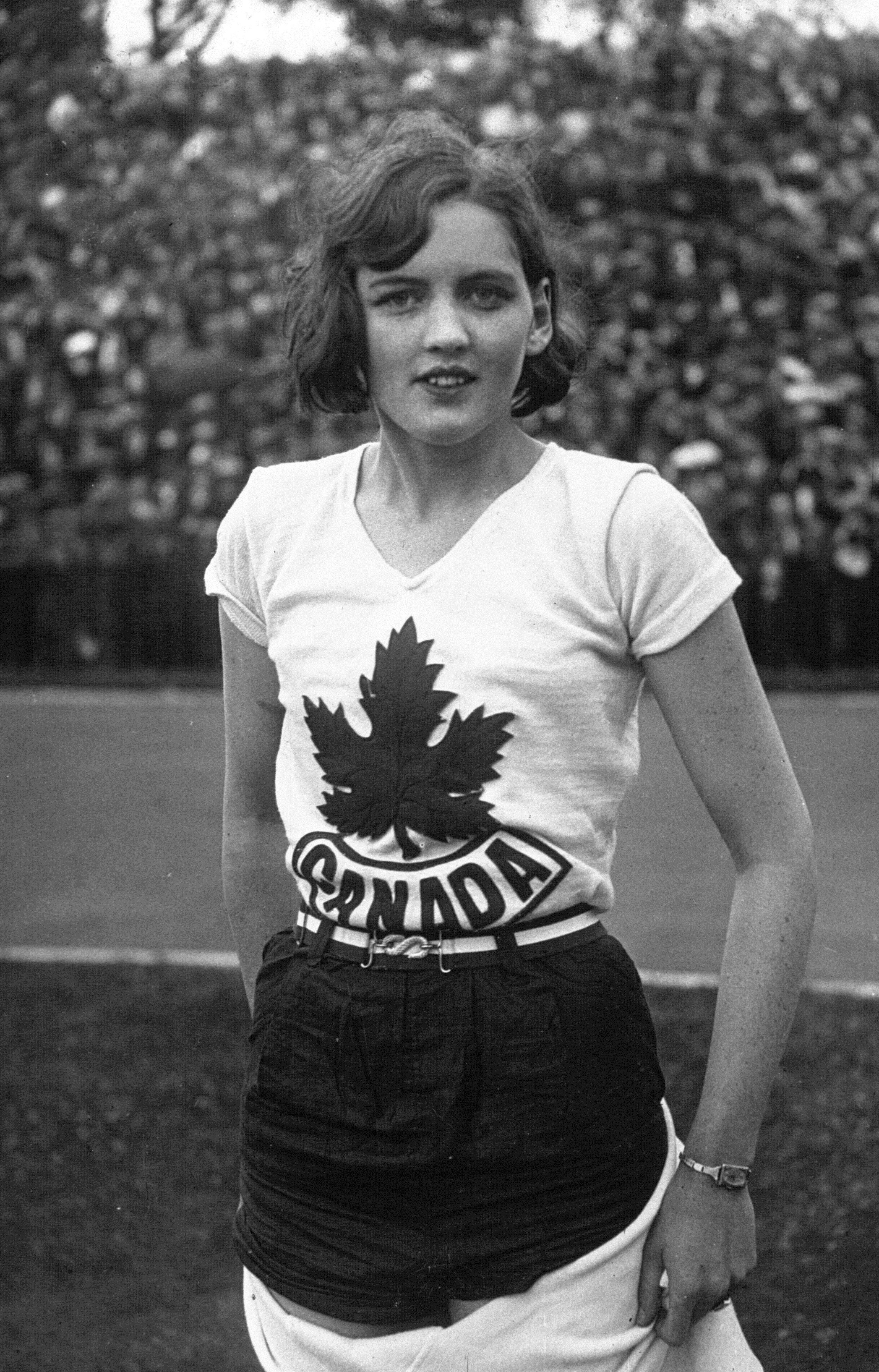
エセル・キャサーウッド／9月26日没

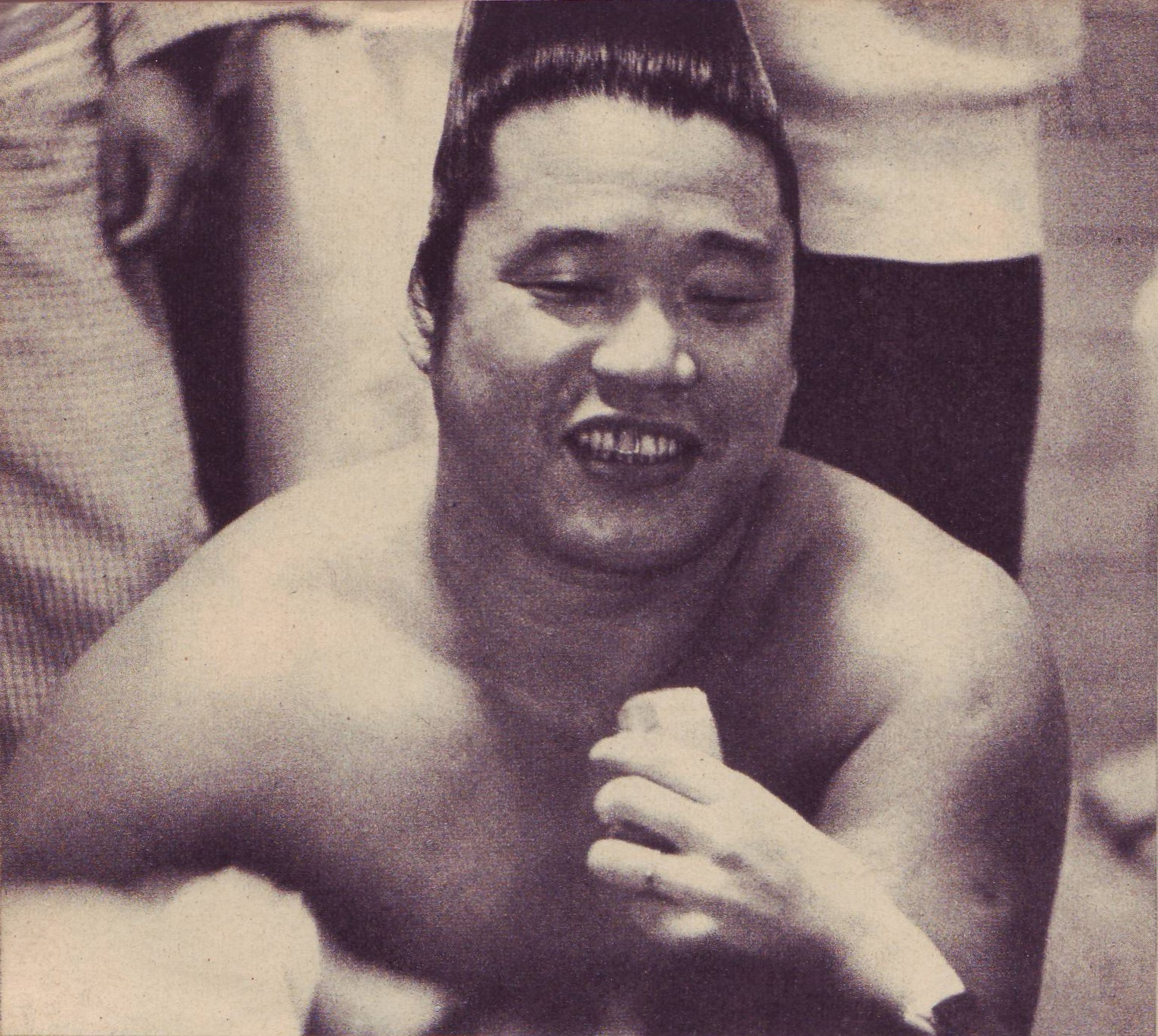
玉乃海太三郎／9月27日没

## （1日 - 15日）
- 9月4日 - 佐々木つとむ[1]、ものまねタレント（* 1947年）
- 9月5日 - 芥田武夫、元プロ野球監督（* 1903年）
- 9月8日 - 八木保太郎、脚本家（* 1903年）
- 9月11日 - ピーター・トッシュ、レゲエミュージシャン（* 1944年）
- 9月13日 - マーヴィン・ルロイ、映画監督（* 1900年）
- 9月15日 - 西村英一、政治家、元自由民主党副総裁（* 1897年）

## （16日 - 30日）
- 9月18日 - 大西正男、政治家、元郵政大臣（* 1910年）
- 9月21日 - ジャコ・パストリアス、ジャズ及びフュージョンベーシスト（* 1951年）
- 9月23日 - ルイス・ケントナー、ピアニスト（* 1905年）
- 9月23日 - ボブ・フォッシー、映画監督（* 1927年）
- 9月25日 - メアリー・アスター、女優（* 1906年）
- 9月26日 - エセル・キャサーウッド、陸上競技選手（* 1908年）
- 9月26日 - 阿部昇二 - 俳優、コント55号の師匠（* 1922年）
- 9月27日 - 玉乃海太三郎、大相撲の力士（* 1923年）